# Asocjacja (programowanie obiektowe)
Asocjacja – dowolny związek pomiędzy obiektami dziedziny przedmiotowej, który ma znaczenie dla modelowania.
Asocjacja reprezentuje związek, w którym oba obiekty istnieją niezależne od siebie, tzn. istnienie jednego nie jest warunkiem istnienia drugiego. Usunięcie związku pomiędzy obiektami nie wpływa na ich sposób funkcjonowania. Ponadto obiekty nie są związane ze sobą na stałe i mogą zostać zmienione na inne (na przykład Użytkownik może zmienić Telefon, a Telefon może zmienić właściciela).
Na diagramach UML asocjację oznacza się linią ciągłą. Może być ona zakończona grotem (otwartym) w celu wyrażenia kierunku nawigacji.
W diagramie przypadków użycia reprezentuje dwukierunkową komunikację pomiędzy aktorem i przypadkiem użycia.